# Chi è morto alzi la mano
Chi è morto alzi la mano (titolo in lingua originale Debout les morts) è un romanzo giallo del 1995 della scrittrice francese Fred Vargas. È il primo romanzo in cui compaiono i personaggi dei tre evangelisti e del vecchio Vandoosler.
Il romanzo è stato pubblicato per la prima volta nel 1995 in Francia, tradotto e pubblicato in Italia nel 2002 da Einaudi. Nel 2006 sempre per Einaudi è stata pubblicata una nuova edizione nella collana Stile libero Noir - Big.
Il romanzo ha ricevuto diversi premi e riconoscimenti in Francia, dove ha vinto il Prix Michel-Lebrun de la Ville du Mans nel 1995 e il Prix Mystère de la critique nel 1996; inoltre nel 2006 il romanzo ha vinto la prima edizione del Duncan Lawrie International Dagger, un premio per il miglior romanzo poliziesco tradotto in lingua inglese, assegnato dall'associazione britannica Crime Writers Association. 

## Trama
L'ex cantante d'opera Sophia Siméonidis scopre una mattina che nel giardino della sua casa è comparso un faggio, forse il dono di un segreto ammiratore, forse la minaccia di avvenimenti nefasti. Alcune settimane più tardi, la donna sparisce misteriosamente. A far luce sul mistero è un'improbabile squadra investigativa formata da tre storici (Marc Vandoosler, Lucien Devernois, Mathias Delamarre) e dallo zio di Marc, un ex-poliziotto cacciato per corruzione; i quattro vivono nella decrepita casa a fianco di quella della Siméonidis.

## Edizioni
- Fred Vargas, Chi è morto alzi la mano, traduzione di Maurizia Balmelli, collana Stile libero Noir - Big, Einaudi, 2006,  p. 254, ISBN 88-06-18266-8.